# Römisch-katholische Kirche in Kanada

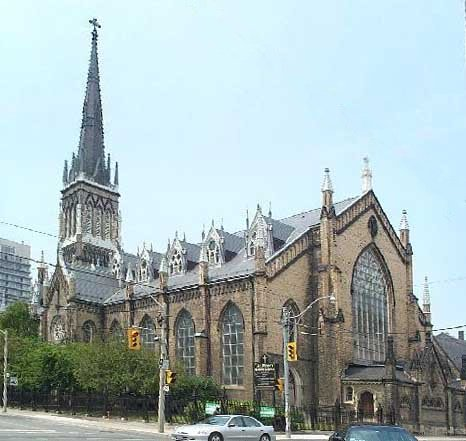
Kathedralkirche von Toronto

Die römisch-katholische Kirche in Kanada ist Teil der weltweiten römisch-katholischen Kirche.

## Organisation
29,9 % der Kanadier sind Katholiken. Ganz überwiegend katholisch sind die französischen Kanadier. Das älteste englischsprachige katholische Bistum ist das Erzbistum Kingston. Das größte Bistum, Montréal, zählt 1.889.000 Katholiken. Ihm folgen das Erzbistum Toronto mit 1.605.000 und das Erzbistum Québec mit 1.007.766 Katholiken. Die römisch-katholische Kirche in Kanada ist in 18 Erzbistümer und 45 dazugehörende Suffraganbistümer gegliedert.
Papst Johannes Paul II. besuchte 1984, 1987 und 2002 Kanada. Im Sommer 2022 tat es ihm sein Nachfolger Franziskus gleich.
Von den 1870er Jahren bis 1996 betrieb die Römisch-katholische Kirche in Kanada 60 bis 70 % der Residential Schools, in denen Kinder der First Nations unterrichtet und gewaltsam ihrer traditionelle Kultur entfremdet wurden. Nach ersten Funden menschlicher Überresten bei einer Residential School in Saskatchewan im Jahr 2018 seien laut der New York Times ab Mai 2021 auf dem Gelände einiger Einrichtungen dieser Art Massengräber mit insgesamt mehr als tausend Kinderleichen entdeckt worden. Der kanadische Historiker Jacques Rouillard kritisierte diese Berichterstattung, da tatsächlich noch keine Überreste gefunden wurden und es sich nur um Spekulationen aufgrund von Bodenradaruntersuchungen handeln würde. Die gefundenen Bodenanomalien könnten auch andere Ursachen haben, worauf die Wissenschaftler, welche die Radartests durchführten, auch selbst hingewiesen hätten. Sprecher der First Nations bezeichneten die von der katholischen Kirche ausgeübte Praxis an den Residential Schools als kulturellen Genozid.

## Liste der Bistümer in Kanada
Lateinische Kirche

Lage der römisch-katholischen Kirchenprovinzen in Kanada

- Immediat: Erzbistum Winnipeg, Militärordinariat
- Erzbistum Edmonton: Bistum Calgary, Bistum Saint Paul in Alberta
- Erzbistum Gatineau: Bistum Amos, Bistum Rouyn-Noranda
- Erzbistum Grouard-McLennan: Bistum Mackenzie-Fort Smith, Bistum Whitehorse
- Erzbistum Halifax-Yarmouth: Bistum Antigonish, Bistum Charlottetown
- Erzbistum Keewatin-Le Pas: Bistum Churchill-Baie d’Hudson
- Erzbistum Kingston: Bistum Peterborough, Bistum Sault Sainte Marie
- Erzbistum Moncton: Bistum Bathurst, Bistum Edmundston, Bistum Saint John, New Brunswick
- Erzbistum Montréal: Bistum Joliette, Bistum Saint-Jean-Longueuil, Bistum Saint-Jérôme-Mont-Laurier, Bistum Valleyfield
- Erzbistum Ottawa-Cornwall: Bistum Hearst-Moosonee, Bistum Pembroke, Bistum Timmins
- Erzbistum Québec: Bistum Chicoutimi, Bistum Sainte-Anne-de-la-Pocatière, Bistum Trois Rivières
- Erzbistum Regina: Bistum Prince-Albert, Bistum Saskatoon
- Erzbistum Rimouski: Bistum Baie-Comeau, Bistum Gaspé
- Erzbistum Saint-Boniface
- Erzbistum Saint John’s, Neufundland: Bistum Grand Falls, Bistum Corner Brook und Labrador
- Erzbistum Sherbrooke: Bistum Nicolet, Bistum Saint-Hyacinthe
- Erzbistum Toronto: Bistum Hamilton, Bistum London, Bistum Saint Catharines, Bistum Thunder Bay
- Erzbistum Vancouver: Bistum Kamloops, Bistum Nelson, Bistum Prince George, Bistum Victoria

Armenisch-katholische Kirche
- Eparchie Our Lady of Nareg (umfasst auch die Vereinigten Staaten)

Chaldäisch-katholische Kirche
- Eparchie Mar Addai of Toronto

Griechisch-katholische Kirche in der Slowakei
- Apostolisches Exarchat Saints Cyril and Methodius of Toronto

Melkitische Griechisch-katholische Kirche
- Eparchie Saint-Sauveur de Montréal

Syrisch-katholische Kirche
- Apostolisches Exarchat Kanada

Syrisch-Maronitische Kirche von Antiochien
- Eparchie Saint-Maron de Montréal

Syro-malabarische Kirche
- Eparchie Mississauga

Syro-Malankara Katholische Kirche
- Eparchie St. Mary Queen of Peace (umfasst auch die Vereinigten Staaten)

Ukrainische griechisch-katholische Kirche
- Erzeparchie Winnipeg: Eparchie Edmonton, Eparchie New Westminster, Eparchie Saskatoon, Eparchie Toronto

## Sonstiges / Siehe auch
- Apostolischer Nuntius in Kanada ist seit Juni 2021 Erzbischof Ivan Jurkovič[9][10]
- Liste der römisch-katholischen Diözesen
- Kanadische Bischofskonferenz (Vorsitz seit 2023: Bischof William McGrattan PSS)[11]